# Cities: Skylines
Cities: Skylines je igra za izgradnju grada iz 2015. koju je razvio Colossal Order, a objavio Paradox Interactive. Igra je otvorena simulacija izgradnje grada za jednog igrača. Igrači se bave urbanističkim planiranjem, kontroliranjem zoniranja, postavljanja cesta, oporezivanja, javnih usluga i javnog prijevoza područja. Oni također rade na upravljanju raznim elementima grada, uključujući proračun, zdravstvo, zapošljavanje, promet i razine zagađenja. Također je moguće održavati grad u sandbox modu, što pruža više kreativne slobode za igrača.
Cities: Skylines je napredak u razvoju prethodnih naslova Colossal Order Cities in Motion, koji su bili usmjereni na dizajniranje učinkovitih transportnih sustava. Dok su programeri smatrali da imaju tehničku stručnost za proširenje na potpunu igru simulacije grada, njihov izdavač Paradox odustao je od te ideje, bojeći se tržišne dominacije SimCityja. Međutim, nakon kritičnog neuspjeha igre SimCity iz 2013., Paradox je naslovu dao zeleno svjetlo. Cilj programera bio je stvoriti motor igre koji može simulirati svakodnevne rutine gotovo milijun jedinstvenih građana, dok to igraču predstavlja na jednostavan način, omogućujući igraču da lako razumije različite probleme u dizajnu svog grada. To uključuje realno prometno zagušenje i učinke zagušenja na gradske službe i četvrti. Od izlaska igre, izdana su razna proširenja i drugi DLC za igru. Igra također ima ugrađenu podršku za sadržaj koji generiraju korisnici.
Igra je prvi put objavljena za operativne sustave Linux, OS X i Windows u ožujku 2015., s portovima za igraće konzole Xbox One i PlayStation 4 koji su objavljeni 2017., za Nintendo Switch u rujnu 2018., a za Google Stadia u svibnju 2022. razvila Tantalus Media. Remasterirano izdanje objavljeno je za PlayStation 5 i Xbox Series X/S u veljači 2023. Igra je dobila povoljne kritike kritičara i bila je komercijalni uspjeh, s više od dvanaest milijuna prodanih primjeraka na svim platformama do lipnja 2022. Nastavak, Cities: Skylines II, trebao bi biti objavljen 24. listopada 2023.